# Colonie Warburg
La colonie Warburg (en russe : Колония Варбурга) est un quartier de la ville Brest (Biélorussie) composé de maisons, toutes construites en bois, qui forme un ensemble unique d'architecture biélorusse datant du premier tiers du XXe siècle.
| \| Brest \| Localisation de Brest sur la carte de la Biélorussie. |
| Brest                                                             |

## Histoire de la colonie
Douze maisons à un étage furent construites de 1925 à 1927 grâce aux moyens généreux fournis par l'organisation juive « American Jewish Joint Distribution Committee » pour des familles juives pauvres de Brest (à l'époque appelée encore Brest-Litovsk). 
La colonie reçut son nom en l'honneur de Félix Warburg — banquier, un des dirigeants, à cette époque, du « American Jewish Joint Distribution Committee » et à titre personnel un des sponsors du projet (grâce à lui, le passage central de la colonie fut pavé ; actuellement il est dans l'axe de la route principale Brest- Minsk). La colonie fut créée comme un ensemble unique, et les plans d'architectes correspondaient à son organisation citadine. En dehors des maisons d'habitation, il y avait aussi dans la colonie des ateliers, une école, une cantine, une blanchisserie, des douches. L'entrée de la colonie fut garnie d'un arc de triomphe en bois. Des inscriptions y figurent en polonais puisqu'à l'époque la ville était encore en Pologne et non en URSS.

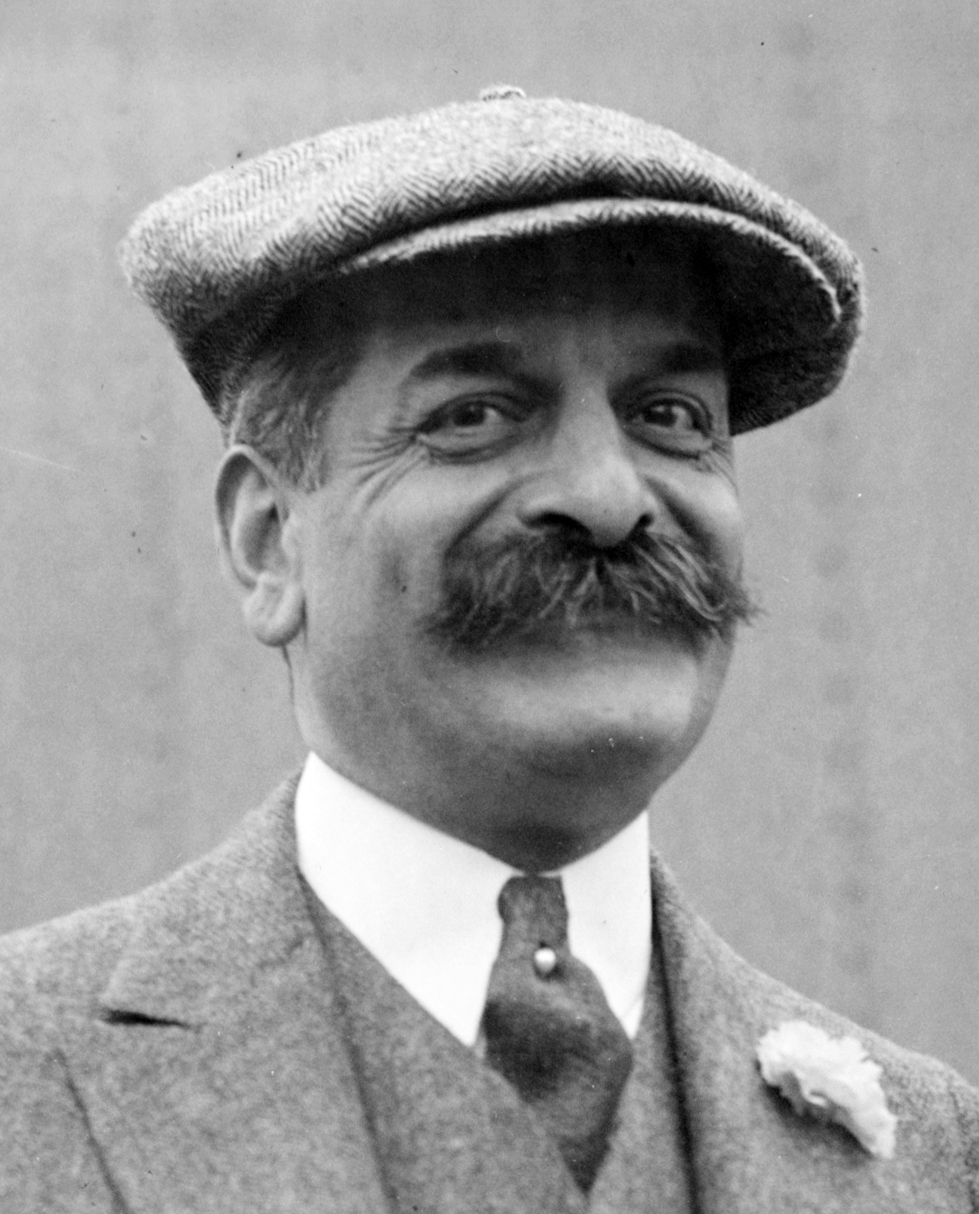
Felix Warburg.

Les maisons sont construites dans un style typique de Zakopane en Pologne. L'architecture tout en bois des maisons varie légèrement d'une maison à l'autre (une ou deux maisons avaient des mansardes), mais toujours suivant des plans spécialement conçus pour la colonie.
La surface des maisons est de 250 mètres carrés. Chaque maison dispose d'une remise pour le bois et de toilettes. Sous deux des maisons ont été installés des réservoirs d'eau avec des bouches d'incendie. Quatre puits assurent l'approvisionnement en eau de la colonie.
La vie bien organisée de la colonie ne se prolongea pas longtemps. L'opération Barbarossa et l'invasion des nazis en 1941 eut pour conséquence le transfert des habitants dans le Ghetto de Brest (Biélorussie). Celui-ci se termina par l'extermination de tous ses prisonniers le 15 octobre 1942, soit entre 18 000 et 30 000 personnes. Les bâtiments de la colonie furent transformés en camp pour les prisonniers de guerre soviétiques.
Quand l'Armée rouge revint en 1944 le camp fut transformé pour recevoir les prisonniers allemands, italiens et hongrois.
En 1950, après la guerre, les maisons furent remises en état et devinrent de nouveau habitables. Mais comme à Brest il ne restait presque plus de Juifs vivants, ce sont d'autres habitants de Brest qui s'y installèrent. .
À la fin du XXe siècle les maisons s'étaient dégradées et avaient cessé de répondre aux idées modernes de confort. Les cinq premières maisons ont été démolies et au début des années deux-mille, et à leur place fut construit un dortoir pour l'université de Brest (Université d'État AS Pouchkine).

## Restauration
La démolition des sept maisons restantes avait été prévue pour 2009, mais les habitants n'ont pas eu le temps de déménager. En 2010, le sort de la colonie commença à intéresser le grand public biélorusse et la presse. Il y eut des propositions pour établir dans les bâtiments de la colonie un musée ethnographique et un centre de la culture juive. Cependant, les autorités de la ville n'ont pas soutenu ces propositions.
À l'été 2013, des douze maisons de la colonie, il restait quatre bâtiments, à l'état de ruine. Un des bâtiments — le numéro de maison 12 sur la Grand route Brest-Minsk — a reçu du ministère de la Culture de la république de Biélorussie le statut de patrimoine historique et culturel de la république du Bélarus.
Le reste est destiné à la démolition par les autorités.

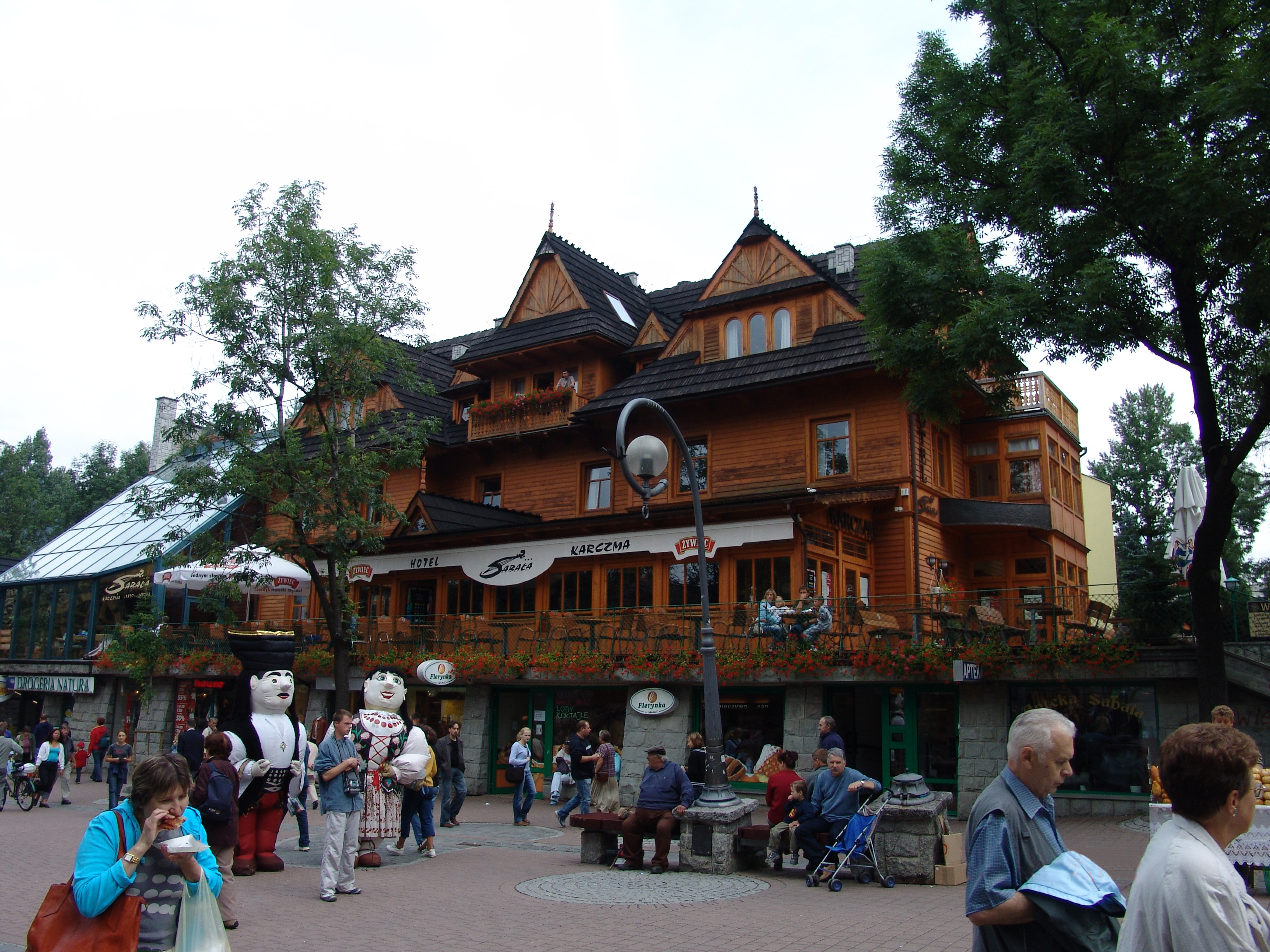
Maisons de Zakopane en Pologne.

## Liens
- (ru) Умирает «колония Варбурга», пока проектируют её реконструкцию (La colonie meurt, en attendant sa reconstruction)
- (ru) Минкультуры решило не наделять статусом памятника дом Горецкого и ансамбль колонии Варбурга (Le Ministère de la culture n'a pas attribué le statut à la colonie Warburg)
- (ru) Брэст. Разрушили еще три старых еврейских дома колонии Варбурга (On a encore détruit trois maisons juives de la colonie Warburg)
- (ru) « Колония Варбурга просит о помощи », Виртуальный Штетл, Музей истории польских евреев,‎ published (consulté le 6 septembre 2013) (Musée d'histoire des Juifs polonais)
- (ru) Судьба «Колонии Варбурга»
- (ru) У ансамбля колонии Варбурга есть шанс? (La colonie Warburg a-t-elle une chance ?)
- (ru) Брест-Литовск: казармы, колония Варбурга, кладбища, пороховой погреб № 3 (Brest : la caserne, la colonie Warburg, le cimetière)
- (en) The City Magistrate of the town of Brest-Litovsk Notice

- (ru) Cet article est partiellement ou en totalité issu de l’article de Wikipédia en russe intitulé « Колония Варбурга » (voir la liste des auteurs).